# Rolf Wilhelmson
Rolf Erik Uno Wilhelmson, född 28 april 1935 i Stockholm, är en svensk målare, tecknare och grafiker.
Han är son till Erik Wilhelmsson och Eiwor Johansson och från 1961 gift med Inger Margaretha Ahl. Wilhelmson studerade först konst vid Académie Libre och Stockholms konstskola i Stockholm innan han genomgick Kungliga konsthögskolan 1955–1959 med Olle Nyman som lärare. Han prisbelönades 1958 för ett förslag till en dekorativ utformning för Nynäshamns krematorium. Under en period i början av 1960-talet arbetade han huvudsakligen med grafisk formgivning men återgick omkring 1963–1964 till måleriet. Tillsammans med Rune Botersten ställde han ut i Malung 1958 och han medverkade i Stockholmssalongerna på Liljevalchs konsthall, Skånes konstförenings höstutställningar i Lund, Helsingborgs konstförenings vårutställning samt några gånger i Nationalmuseums utställning Unga tecknare. Han var representerad i utställningen Sex + en. Ung konst som visades på Galerie Léger i Malmö 1966. Hans konst består av nonfigurativa bilder med dynamiska abstraktioner samt träsnitt och serigrafi. Wilhelmson är representerad vid bland annat Stockholms stad och Västerås kommun.   